# Партия зелёных Юкона
Партия зелёных Юкона (англ. Yukon Green Party, фр. Parti vert du Yukon) — ранее существовавшая канадская региональная партия, действовавшая на территории Юкон. 
В основу партии легли идеи Зелёной партии Канады. Первым руководителем Партии зелёных Юкона стала домохозяйка Кристина Калхун, которая проживает на Юконе с 2006 года. Партия начала свою деятельность на первом собрании в ноябре 2010 года и была зарегистрирована в феврале 2011 года.
На всеобщих выборах 2016 года Фрэнк де Йонг временно возглавил партию. Её платформа на этих выборах включала в себя избирательную реформу, легализацию марихуаны, прекращение государственного финансирования католических школ и введение углеродного налога, который будет компенсироваться ежемесячными выплатами жителям Юкона. С тех пор Фрэнк де Йонг уехал из Юкона. Партия хотела избрать нового лидера на будущем ежегодном общем собрании, но в конечном итоге не смогла этого сделать.
Партия не выдвинула ни одного кандидата на всеобщих выборах на Юконе в 2021 году и в результате была лишена регистрации агентством Elections Yukon.

## Результаты на выборах
| Выборы | Лидер           | %              | Кандидатов     | Мест           |
| ------ | --------------- | -------------- | -------------- | -------------- |
| 2011   | Кристина Калхун | 0,66           | 5 из 19        | 0 из 19        |
| 2016   | Фрэнк де Йонг   | 0,8            | 5 из 19        | 0 из 19        |
| 2021   | вакантно        | не участвовали | не участвовали | не участвовали |

## Лидеры
- Кристина Калхун 2011—2016
- Фрэнк де Йонг 2016—2019